# Lala Shain Paxá
Lala Shahin Paxá (em turco:  Lala Şahin Paşa; 1330 – depois de 1382) foi o primeiro beilerbei da Rumélia. Ele foi um dos professores (lala) do sultão otomano Murade I e, quando ele ascendeu ao trono, Shain assumiu o comando da campanha otomana na Trácia. Em 1360, ele capturou Didimoteico e, dois anos depois, Adrianópolis, que posteriormente serviria como capital otomana sob o nome de Edirne (que mantém até hoje). Em 1364, ele tomou também Boruj e Plovdiv, liderou as forças otomanas na Batalha de Maritsa e na Batalha de Bileća (1388). Depois da tomar Sófia, passou a governar a partir dali.